# Erik Schinegger
Erik Schinegger (Agsdorf, Carintia; 19 de junio de 1948) es un esquiador austriaco. Fue campeona mundial de esquí alpino femenino en 1966, momento en el cual vivía como una mujer y era conocida como Erika Schinegger.
En 1967, mientras se preparaba para los Juegos Olímpicos de Grenoble 1968, el Comité Olímpico Internacional (COI) le administró una prueba médica que comprobó que era biológicamente varón y le descalificó. Erika había nacido con órganos sexuales internos, una condición intersexual, y fue criada como una niña y a ella le sorprendió la noticia.
Schinegger decidió vivir su vida como un hombre, se operó, y cambió su nombre a Erik. Finalmente se casó y tiene una hija llamada Claire.
Junto con Marco Schenz, Schinegger escribió una autobiografía en 1988 titulada Mein Sieg über mich. Der Mann, der Weltmeisterin wurde ("Mi victoria sobre mí mismo: El Hombre que fue Campeona Mundial"), el cual fue traducido a francés. El documental de Kurt Mayer llamado Erik(A), con música de Olga Neuwirth, cuenta su historia.
Erik Schinegger actualmente vive en su ciudad de nacimiento y tiene una escuela de esquí para niños.